# Ubida hetaerica
Ubida hetaerica là một loài bướm đêm trong họ Crambidae.